# Johann Adalbert Heine
Johann Adalbert Heine est un artiste-peintre allemand du XIXe siècle.

## Biographie
Né vers 1850, il fut actif à Munich. Son œuvre évoque le plus souvent des scènes de tavernes bavaroises ou des celliers de couvent. En dehors de cette activité, il participa au panorama de Bruno Piglhein Jérusalem au temps de la Crucifixion du Christ.